# Ненсі Морехон
Ненсі Морехон (7 серпня 1944 , Гавана ) — кубинська поетеса, критик і есеїст, лауреатка премії «Золотий вінок» Струзьких вечорів поезії (2006).

## Життєпис
Ненсі Морехон народилася 1944 року і виросла в районі старої Гавани в родині робітників Анжеліки Ернандес Домінгес і Феліпе Морехона Нойоли. Її батько африканського походження, а мати змішаного європейсько-китайського походження.
Ненсі Морехон з відзнакою закінчила Гаванський університет, вивчаючи карибську та французьку літературу, тому вільно володіє французькою та англійською мовами. Пізніше вона викладала французьку. Вона є відомою перекладачкою французької та англійської мов на іспанську, зокрема, письменників із Карибського басейну, перш за все, Едуарда Гліссана, Жака Румена, Еме Сезера та Рене Депестра. Її власні поезії перекладено англійською, німецькою, французькою, португальською, галісійською, російською, македонською та іншими мовами. З 2013 року вона є директором Revista Union, журналу Unión de Escritores y Artistas de Cuba (Спілка письменників і художників; UNEAC); у 2008 році була обрана президентом письменницької секції UNEAC.
Ненсі Морехон написала ряд журналістських, критичних і драматичних робіт. Одним з найбільш примітних є її книга про поета Ніколаса Гільєна. У 1982 році вона була удостоєна кубинської «Премії критики» («Premio de la crítica») за Пьєдру Пуліду, а в 2001 році отримала Національну премію Куби з літератури, вперше присуджену чорношкірій жінці. Ця національна премія з літератури була заснована в 1983 році; Ніколас Гільєн стала першою, хто її отримав. Вона також отримала золотий вінок Струзьких вечорів поезії у 2006 році. Вона багато гастролювала по Сполученим Штатам Америки та іншим країнам; її роботи перекладені більш ніж десятьма мовами, включаючи англійську, шведську та німецьку.
Ненсі Морехон читала лекції в університетах у містах США та викладала в коледжі Веллслі та Університеті Міссурі, які в 1995 році провели дводенний симпозіум про її творчість та опублікували статті в спеціальному випуску Afro-Hispanic Review. Howard University Press у Вашингтоні, округ Колумбія, опублікувала в 1999 році збірку критичних есе про її роботу: Singular Like A Bird: The Art of Nancy Morejon, упорядковану і передмову доктором філософії Міріам ДеКоста-Вілліс. Збірка її віршів під назвою Richard trajo su flauta y otros argumentos («Річард приніс свою флейту») під редакцією Маріо Бенедетті, була опублікована в Мадриді у видавництві Visor Books навесні 2005 року.

## Тематика творчості
Її роботи досліджують низку тем: міфологію кубинської нації, стосунки чорношкірих людей Куби всередині цієї нації. Вона часто висловлює інтеграційну позицію, в якій іспанська та африканська культури зливаються, щоб створити нову, кубинську ідентичність. Велика частина її роботи — і той факт, що вона досягла успіху в умовах кубинського режиму — визначає її як прихильницю кубинського націоналізму та кубинської революції . Крім того, вона також озвучує становище жінок у своєму суспільстві, висловлюючи стурбованість досвідом жінок та расовою рівноправністю під час кубинської революції. Переважно чорношкірі жінки є головними героями в її віршах, особливо в широко антологізованій Mujer Negra (Чорна жінка). Її творчість також трактує тяжкий факт рабства як досвід предків. Її роботи розглядають як політичні теми, так і інтимні, сімейні теми. Критики відзначають її грайливі спостереження щодо власного народу, її ефективне використання особливо кубинських форм гумору та її регулярне «потурання» дуже ліричним, інтимним, духовним чи еротичним віршам. 

## Вибрана бібліографія
- Amor, ciudad atribuída, вірші. Габана: Ediciones El Puente, 1964
- Elogio de la danza. Мехіко: La Universidad Nacional Autónoma de México, 1982
- Elogio y paisaje. Габана: Ediciones Union, 1996
- Fundación de la imagen . Габана: Редакційні літери Cubanas, 1988
- Блокнот Grenada/Cuaderno de Granada. пер. Ліза Девіс. Нью-Йорк: Círuculo de Cultura Cubana, 1984[3]
- Mutismos . Габана: Ediciones El Puente, 1962
- Nación y mestizaje en Nicolás Guillén . Габана: Ediciones Union, 1982
- Жовтень неймовірний . Габана: Ediciones Union, 1982
- Paisaje célebre . Каракас: Fundarte, Alcaldía de Caracas, 1993
- Parajes de una época . Габана: Редакція Letras Caubanas, 1979
- Piedra pulida . Габана: Редакційні літери Cubanas, 1986
- Вірші . Мехіко: Universidad Autonoma de México, 1980
- Poetas del mundo Latino en Tlaxcala . Tlaxcala: Universidad Autonoma de Tlaxcala, 1988
- Recopilación de textos sobre Nicolás Guillén, ред. Habana Casa de las Americas, 1974
- Richard trajo su flauta y otros argumentos . Габана: Union de Escritores y Artistas de Cuba, 1967
- Де острів спить, як крило . пер. Кетлін Уівер. Сан-Франциско: The Black Scholar Press, 1985
- Мірар Адентро/Погляд всередину: вибрані вірші, 1954—2000 (двомовне видання, серія афроамериканців). ред. Хуанамарія Кордонес-Кук. Видавництво Wayne State University, 2002,ISBN 9780814330371
- Очами і душею: Образи Куби . пер. Памела Кармелл і Девід Фрай. Преса Білої сосни, 2004 р.,ISBN 9781893996250

Монографії

- «A un muchacho», «Niña que lee en Estelí», «Soldado y yo». Тулуза: Каравелла, 1982
- Baladas para un sueño . Габана: Union de Escritores y Artistas de Cuba, 1989
- Le Chaînon Poétique . (французькою) пер. Сандра Моне-Дескомбі. Шампіньї-сюр-Марн, Франція: Видання LCJ, 1994
- Куадерно де Гранада . Габана: Casa de las Americas, 1984
- Dos poemas Ненсі Морехон . Малюнки та дизайн Роландо Естевеса. Матансас, Куба: Ediciones Vigía, 1989
- Lengua de pájaro . З Кармен Гонсе. Габана: Інститут Кубано дель Лібро, 1971
- Poemas de amor y de muerte . Тулуза: Каравелла, 1993
- Наша Земля . пер. Дж. Р. Перейра. Мона, Ямайка: Інститут карибських досліджень, 1990
- El río de Martín Pérez y otros вірші . Малюнки та дизайн Роландо Естевеса. Матансас, Куба: Ediciones Vigía, 1996